# Миномётный полк РККА
Миномётный полк — тактическое артиллерийское формирование Рабоче-крестьянской Красной армии периода Великой Отечественной войны. Сокращённое наименование — минп.

## Описание
Миномётные полки имели свою, отдельную от прочих артиллерийских полков, нумерацию.
С 19 апреля 1942 года миномётный полк имел в своём составе один тип миномётов, так как предыдущий штат с разными миномётами был признан неудачным. Часть полков была моторизована, а часть оставалась на конной тяге. Моторизованный миномётный полк состоял из 3 миномётных батальонов, в каждом из которых были 3 батареи по 4 120-мм миномёта. Всего в миномётном полку насчитывалось 36 миномётов, 135 автомобилей и 848 человек. В 1943 году изменился штат моторизованного миномётного полка, в котором теперь было только 2 батальона, но в каждую оставшуюся батарею добавили по 2 миномёта, в результате численность личного состава сократилась до 597 человек. Общее количество миномётов осталось без изменений.
Миномётные полки на конной тяге состояли из 5 батарей по 4 120-мм миномёта в каждой батарее. Всего 477 человек, 20 миномётов, 7 автомобилей, 252 лошади и 91 повозка.
Часть миномётных полков представляла собой формирования реактивных миномётов — 82-мм БМ-8, 132-мм БМ-13 и 300-мм БМ-31-12. В каждом полку реактивных миномётов было 3 дивизиона, в каждом по 2 батареи из 4 установок реактивных миномётов на 14 января 1942 года.
К концу Великой Отечественной войны в составе РККА миномётные полки находились в составе стрелковых дивизий, танковых, кавалерийских, механизированных корпусов, а также в составе миномётных бригад, миномётных и артиллерийских дивизий.
В декабре 1942 года появились горно-вьючные миномётные полки, к 1944 году было создано 13 таких полков. С середины 1944 года штат горно-вьючных миномётных полков состоял из 2 батальонов по 3 батареи в каждом (всего 24 107-мм миномёта)
Всего за годы войны было создано около 300 миномётных полков с нумерацией от 1 до 619. Из них свыше 140 полков реактивных минометов с нумерацией до 329.

## Состав
Состав на лето 1944 года.

### Моторизованный миномётный полк
- Управление
  - Штаб (10 офицеров, 2 солдата, 12 винтовок, 3 грузовика)
  - Политический штаб (3 офицера, 3 винтовки)
  - Штаб снабжения (7 офицеров, 8 солдат, 15 винтовок, 3 грузовика)
  - Штабная батарея
    - Штабной взвод (1 офицер, 7 солдат, 4 винтовки, 4 ПП, 1 грузовик)
    - Разведывательный взвод (1 офицер, 16 солдат, 12 винтовок, 5 ПП, 2 грузовика)
    - Взвод связи (1 автоматчик, 29 солдат, 25 винтовок, 5 ПП, 3 грузовика, 4 радиостанции)
    - Топографический взвод (1 офицер, 25 солдат, 21 винтовка, 5 ПП, 3 грузовика)
    - Хозяйственное отделение (7 солдат, 7 винтовок, 1 грузовик, 1 кухня)
- 2 миномётных дивизиона (всего в 2 дивизионах: 60 офицеров, 258 солдат, 342 винтовки, 18 ПП, 18 ручных пулемётов, 36 120-мм миномётов, 44 грузовика, 4 кухни, 12 радиостанций)
  - 3 батареи (6 120-мм миномётов, 6 ПТР, & 3 ручных пулемёта на каждую)
  - 1 медицинский взвод (3 офицера, 8 солдат, 11 винтовок, 1 грузовик и 1 автомобиль)
  - Взвод боепитания (3 офицера, 9 солдат, 12 винтовок, 1 грузовик, 1 автомобиль)
  - Походная мастерская (7 солдат, 7 винтовок, 1 автомобиль)
  - Автотранспортный взвод (3 офицера, 17 солдат, 20 винтовок, 11 грузовиков, 5 автомобилей)
  - Хозяйственное отделение (3 человека, 3 винтовки, 1 грузовик, 1 автомобиль)[6]

### Миномётный полк на конной тяге
- 1 штабной взвод полка
- 1 миномётный дивизион,
  - 5 батарей (4 120-мм миномёта на каждую)
- 1 рота ПТР (16 ПТР)
- 1 взвод боепитания
- 1 взвод технического обслуживания
- 1 административный взвод
- 1 ветеринарный взвод

Всего: 450 человек, 20 120-мм миномётов, 16 ПТР и 584 лошади

### Горный миномётный полк
- 1 взвод штаба полка (42 человека)
- 1 миномётный дивизион (430 человек)
  - 5 батарей (4 107-мм миномёта на каждую)
- 1 ветеринарный взвод
- 1 пехотный взвод
- 1 медицинский взвод

Всего: 540 человек, 20 107-мм миномётов, 12 грузовиков и 300 лошадей